# Chrysotus atratus
Chrysotus atratus är en tvåvingeart som beskrevs av Van Duzee 1930. Chrysotus atratus ingår i släktet Chrysotus och familjen styltflugor.
Artens utbredningsområde är Connecticut. Inga underarter finns listade i Catalogue of Life.